# Cantón de Magnac-Laval
El cantón de Magnac-Laval era una división administrativa francesa, que estaba situada en el departamento de Alto Vienne y la región de Limusín.

## Composición
El cantón estaba formado por seis comunas:
- Dompierre-les-Églises
- Droux
- Magnac-Laval
- Saint-Hilaire-la-Treille
- Saint-Léger-Magnazeix
- Villefavard

## Supresión del cantón de Magnac-Laval
En aplicación del Decreto nº 2014-194 de 20 de febrero de 2014, el cantón de Magnac-Laval fue suprimido el 22 de marzo de 2015 y sus 6 comunas pasaron a formar parte del nuevo cantón de Châteauponsac.